# Their Own Desire
Their Own Desire (Brasil: Ébrios de Amor / Portugal: Caprichos) é um filme norte-americano de 1929, do gênero drama, dirigido por E. Mason Hopper  e estrelado por Norma Shearer e Belle Bennett.

## Notas de produção

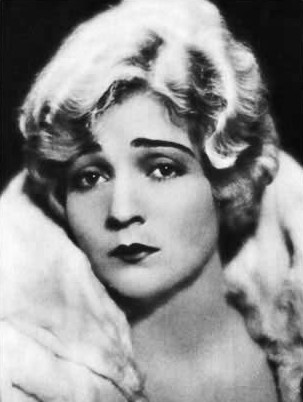
Belle Bennett em fotografia da revista Photoplay, 1930. Belle entrou na vida artística como trapezista de circo. No cinema, interpretou a figura de mãe muitas vezes, por parecer mais velha do que realmente era. Faleceu em 1932, vitimada por um câncer, com apenas 41 anos de idade.